# Chriodes chaoi
Chriodes chaoi är en stekelart som beskrevs av He 1985. Chriodes chaoi ingår i släktet Chriodes och familjen brokparasitsteklar. Inga underarter finns listade i Catalogue of Life.